# 최봉길
최봉길(崔鳳吉,)은 제19대 대구지방법원장 등을 역임한 법조인이다. 대구고등법원부장판사에 재직할 때 부끄럽지 않은 깨끗한 법조계를 다짐하며 신풍조 운동을 추진했다. 대구고등법원 수석부장판사로 재직하던 1975년 9월 28일에 법원장으로 승진하였다.